# Box la Jocurile Olimpice de vară din 2004
Competiția de box de la Jocurile Olimpice de vară din 2004 s-a desfășurat în perioada 14 - 29 august 2004, la Sydney în Australia. Au fost 11 probe sportive, în care au participat 280 de concurenți din 70 de țări. Primele trei țări în ceea ce privesc medaliile au fost Cuba, Rusia și Kazahstan. România a câștigat o medalie de bronz (Ionuț Gheorghe), clasându-se pe locul 16 în clasamentul după medalii.

## Podium
| Categorie   | Aur                         | Argint                    | Bronz                        |
| 48 kg       | Yan Bhartelemy (CUB)        | Atagün Yalçınkaya (TUR)   | Zou Shiming (CHN)            |
| 48 kg       | Yan Bhartelemy (CUB)        | Atagün Yalçınkaya (TUR)   | Serghei Kazakov (RUS)        |
| 51 kg       | Yuriorkis Gamboa (CUB)      | Jérôme Thomas (FRA)       | Fuad Aslanov (AZE)           |
| 51 kg       | Yuriorkis Gamboa (CUB)      | Jérôme Thomas (FRA)       | Rustamhodza Rahimov (GER)    |
| 54 kg       | Guillermo Rigondeaux (CUB)  | Worapoj Petchkoom (THA)   | Aghasi Mammadov (AZE)        |
| 54 kg       | Guillermo Rigondeaux (CUB)  | Worapoj Petchkoom (THA)   | Bahodirjon Sooltonov (UZB)   |
| 57 kg       | Aleksei Tișcenko (RUS)      | Kim Song-Guk (PRK)        | Vitali Tajbert (GER)         |
| 57 kg       | Aleksei Tișcenko (RUS)      | Kim Song-Guk (PRK)        | Jo Seok-Hwan (KOR)           |
| 60 kg       | Mario Kindelán (CUB)        | Amir Khan (GBR)           | Serik Yeleuov (KAZ)          |
| 60 kg       | Mario Kindelán (CUB)        | Amir Khan (GBR)           | Murat Hracev (RUS)           |
| 64 kg       | Manus Boonjumnong (THA)     | Yudel Johnson (CUB)       | Boris Gheorghiev (BUL)       |
| 64 kg       | Manus Boonjumnong (THA)     | Yudel Johnson (CUB)       | Ionuț Gheorghe (ROU)         |
| 69 kg       | Bakhtiyar Artayev (KAZ)     | Lorenzo Aragón (CUB)      | Kim Jung-Joo (KOR)           |
| 69 kg       | Bakhtiyar Artayev (KAZ)     | Lorenzo Aragón (CUB)      | Oleg Saitov (RUS)            |
| 75 kg       | Gaidarbek Gaidarbekov (RUS) | Gennady Golovkin (KAZ)    | Suriya Prasathinphimai (THA) |
| 75 kg       | Gaidarbek Gaidarbekov (RUS) | Gennady Golovkin (KAZ)    | Andre Dirrell (USA)          |
| 81 kg       | Andre Ward (USA)            | Magomed Aripgadjiev (BLR) | Ahmed Ismail (EGY)           |
| 81 kg       | Andre Ward (USA)            | Magomed Aripgadjiev (BLR) | Utkirbek Haydarov (UZB)      |
| 91 kg       | Odlanier Solís (CUB)        | Viktar Zuev (BLR)         | Mohamed Elsayed (EGY)        |
| 91 kg       | Odlanier Solís (CUB)        | Viktar Zuev (BLR)         | Naser Al Shami (SYR)         |
| peste 91 kg | Alexander Povetkin (RUS)    | Mohamed Aly (EGY)         | Michel López Núñez (CUB)     |
| peste 91 kg | Alexander Povetkin (RUS)    | Mohamed Aly (EGY)         | Roberto Cammarelle (ITA)     |

## Clasament pe medalii
| Loc   | Țară                       | Aur | Argint | Bronz | Total |
| ----- | -------------------------- | --- | ------ | ----- | ----- |
| 1     | Cuba                       | 5   | 2      | 1     | 8     |
| 2     | Rusia                      | 3   | 0      | 3     | 6     |
| 3     | Thailanda                  | 1   | 1      | 1     | 3     |
| 3     | Franța                     | 1   | 1      | 1     | 3     |
| 5     | Statele Unite ale Americii | 1   | 0      | 1     | 2     |
| 6     | Belarus                    | 0   | 2      | 0     | 2     |
| 7     | Egipt                      | 0   | 1      | 2     | 3     |
| 8     | Franța                     | 0   | 1      | 0     | 1     |
| 8     | Marea Britanie             | 0   | 1      | 0     | 1     |
| 8     | Coreea de Nord             | 0   | 1      | 0     | 1     |
| 8     | Turcia                     | 0   | 1      | 0     | 1     |
| 12    | Azerbaidjan                | 0   | 0      | 2     | 2     |
| 12    | Germania                   | 0   | 0      | 2     | 2     |
| 12    | Coreea de Sud              | 0   | 0      | 2     | 2     |
| 12    | Uzbekistan                 | 0   | 0      | 2     | 2     |
| 16    | Bulgaria                   | 0   | 0      | 1     | 1     |
| 16    | China                      | 0   | 0      | 1     | 1     |
| 16    | Italia                     | 0   | 0      | 1     | 1     |
| 16    | România                    | 0   | 0      | 1     | 1     |
| 16    | Siria                      | 0   | 0      | 1     | 1     |
| Total | Total                      | 11  | 11     | 22    | 44    |